# Киндрачук, Орест
Оре́ст Майкл Киндрачу́к (англ. Orest Michael Kindrachuk) — канадский хоккеист украинского происхождения, центрфорвард.

## Ранние годы
Родился в украинской семье в канадской провинции Альберта. Имя Орест получил в честь дяди. Долгое время умел разговаривать лишь на украинском языке. Хоккеем начал заниматься в возрасте трёх лет. В юности планировал выучиться на доктора в Университете Саскачевана.

## Карьера
Начинал играть в юниорском клубе Saskatoon Blades, затем играл в побочных американских лигах за команды San Diego Gulls и Richmond Robins, но настоящей славы добился в стане Филадельфия Флайерз, с которыми подписал контракт, будучи свободным агентом, в 1971 году. «В то время я хотел стать врачом больше, нежели хоккеистом, да и мои шансы попасть в НХЛ были невелики, потому что там было много меньше команд, чем сегодня, — вспоминал позднее Киндрачук. — Я неплохо катал по любителям, но всегда помнил, что молодость моя не вечна, пик физухи рано или поздно пройдет, поэтому я решил получить высшее образование и тормознул с хоккеем . А знаете, в чём фишка? Попади я на драфт годом раньше, меня хапнул бы какой-нибудь супер-пупер элитный клуб и гуд бай чашка Стэнли. В концовке „лётчики“ притащили меня в свой тренировочный лагерь. Назовём это судьбой». Киндрачук сразу же стал важной деталью команды, играя в одной тройке нападения с легендарными Дэйвом Шульцем и Доном Салески. Грозная троица стала одним из ключевых элементов двух подряд побед филадельфийцев в Кубке Стэнли в середине 70-х. А лучшим сезоном № 26 многими специалистами признаётся сезон-76/77, когда он забил 26 шайб и сделал 49 результативных передач, играя в третьем звене.
В 1978 году, после 6 славных лет в Филадельфии, Киндрачук был обменян в Питтсбург вместе с Томом Бладоном и Россом Лонсберри, где его сразу же выбрали новым капитаном. «Для меня это большая честь», — скромно отозвался о своём назначении Орест, проведя на этом посту все свои питтсбургские сезоны.
Стартовал Орест в Питтсбурге неплохо, набрав 60 очков в первом сезоне. К сожалению, старый рецидив травмы бедра в чемпионате 1979/80 не позволил Киндрачуку пополнить свою результативную копилку, но всё же 46 очков в 52 играх он набрал.
В 1981 году он подписал контракт с «Вашингтон Кэпиталз», но из-за многочисленных спортивных болячек был вынужден завершить игровую карьеру после всего лишь 4 игр.

## Жизнь после хоккея
После ухода из хоккея Киндрачук работал в сфере страхования и в упаковочной промышленности в Филадельфии. В августе 2012 года он стал гражданином США.